# UFC 120
UFC 120: Bisping vs. Akiyama fue un evento de artes marciales mixtas celebrado por Ultimate Fighting Championship el 16 de octubre de 2010 en el The O2 Arena, en Londres, Reino Unido.

## Historia
El evento principal contó con el ganador del torneo de The Ultimate Fighter 3 Michael Bisping frente al japonés Yoshihiro Akiyama, yudoca profesional en una pelea disputada en el límite del peso medio de UFC de 185 libras (84 kg). Michael Bisping buscó derrotar a Akiyama en su país natal con la esperanza de acercarse al campeonato de peso medio. Además, Bisping venía de mantener su récord perfecto en Europa, habiendo sólo sido derrotado en los Estados Unidos y Australia.

## Premios extra
Cada peleador recibió un bono de $60,000.
- Pelea de la Noche: Michael Bisping vs. Yoshihiro Akiyama
- KO de la Noche: Carlos Condit
- Sumisión de la Noche: Paul Sass